# Elaphoglossum mettenii
Elaphoglossum mettenii là một loài thực vật có mạch trong họ Lomariopsidaceae. Loài này được (Kuhn) H. Christ mô tả khoa học đầu tiên năm 1899.